# 戴爗
戴爗，福建漳州府長泰縣彰信里軍籍。

## 生平
万历三十七年（1609年）己酉科福建乡试举人，四十七年（1619年）己未科進士，大理寺觀政，官溧阳县知县，天啓二年考察，降調永嘉縣教諭，官至國子監助教，在任內去世。

## 家族
曾祖父戴增宗，通判。祖父戴澤，县丞。父戴廷標，生员。